# Ribeira dos Algares
Ribeira dos Algares é um curso de água português localizado no concelho de Santa Cruz das Flores, ilha das Flores, arquipélago dos Açores.
A Ribeira dos Algares tem origem a uma cota de altitude de cerca de 700 metros nas imediações do Morro dos Frades e da Caldeira Seca.
A sua bacia hidrográfica bastante extensa procede à drenagem de uma área apreciável que abrange parte do Morro dos Frades, da Tapada do Soares e do Pico da Casinda.
O seu curso de água é afluente da Ribeira da Cruz, onde se encontra com a Ribeira do Meio e a Ribeira do Cabo, seguindo para o Oceano Atlântico, depois de passar próximo do Miradouro da Montosa. A foz da Ribeira da Cruz localiza-se entre a Fajã do Conde e a Ponta de Fernando Jorge.